# 10806 Mexico
10806 Mexico è un asteroide della fascia principale. Scoperto nel 1993, presenta un'orbita caratterizzata da un semiasse maggiore pari a 3,1894084 UA e da un'eccentricità di 0,1097111, inclinata di 6,16213° rispetto all'eclittica.